# Ayami Najichevani
Ayami Najichevani o Ayami ibn Abubakr Najichevani (en azerí: Əcəmi Naxçıvani) fue el arquitecto fundador de la escuela arquitectónica de Najicheván.

## Biografía
Ayami Najichevani vivió y trabajó en Najicheván. Entre sus famosas obras se encuentran: Mausoleo Yusif ibn Kuseyir (1162), Mausoleo de Momine Jatun (1186) y Mezquita Yuma (siglo XII). Sus contemporáneos lo llamaron "Sheij-ul-Muhandis", “El jefe de los arquitectos”.

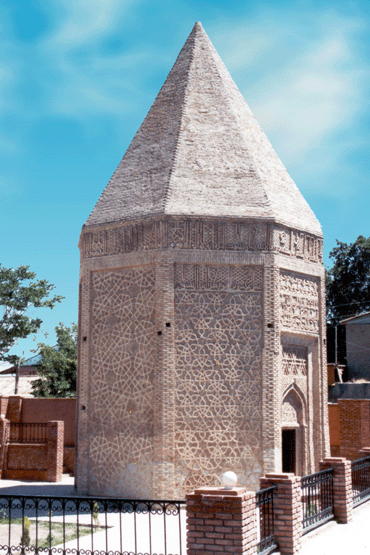
Mausoleo de Momine Jatun
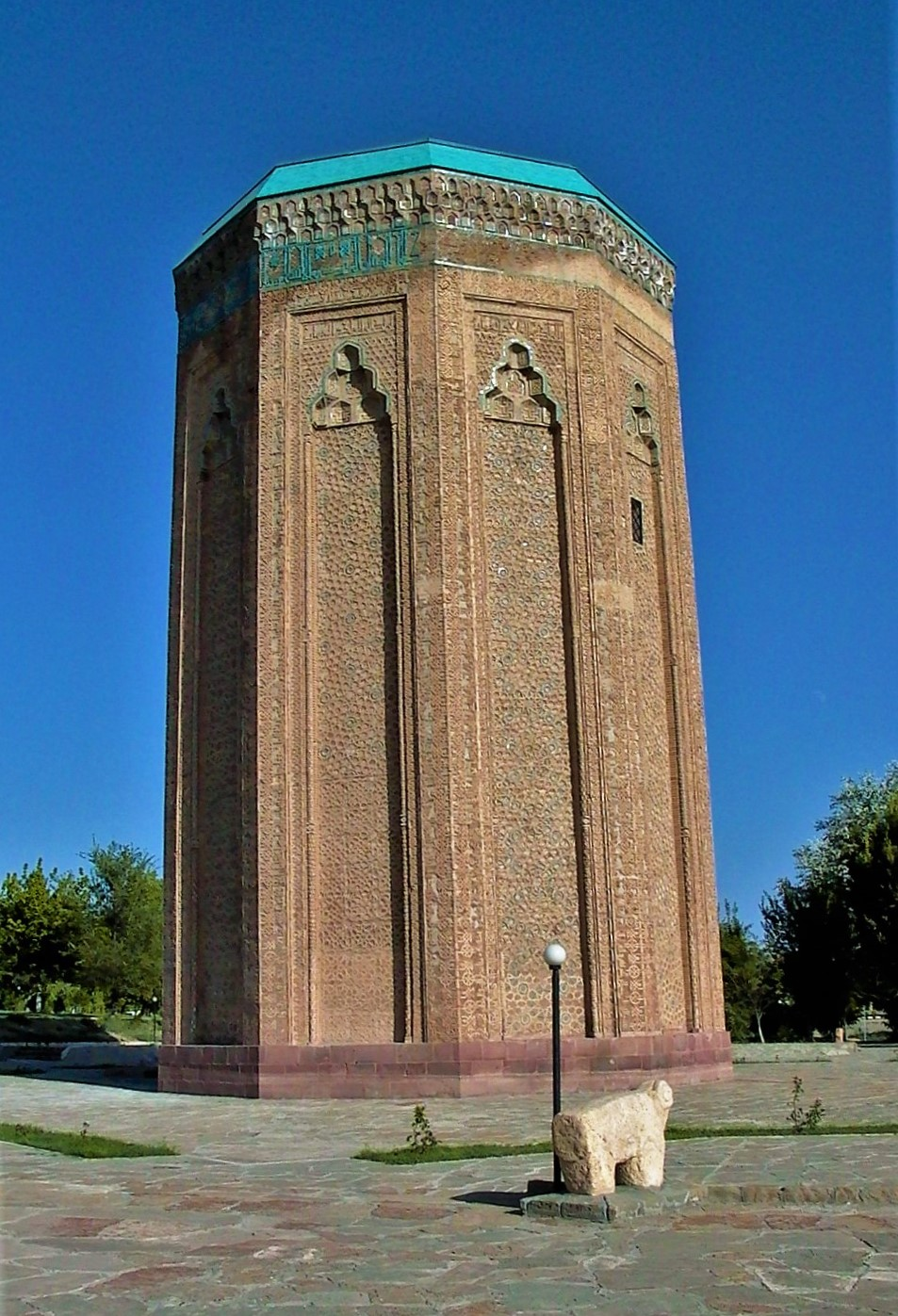
Mausoleo Yusif ibn Kuseyir

En 1976 el monumento de Ayami Najichevani se erigió en Najicheván en relación con su 850.º aniversario.